# Punto de vista religioso y filosófico de Albert Einstein

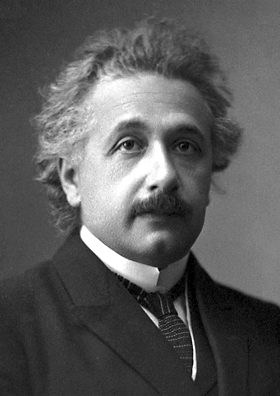
Albert Einstein, 1921

Las opiniones religiosas de Albert Einstein han sido ampliamente estudiadas y a menudo malinterpretadas. Albert Einstein afirmó "Creo en el Dios de Spinoza". No creía en un Dios personal que se ocupara de los destinos y las acciones de los seres humanos, opinión que calificó de ingenua. Aclaró, sin embargo, que "no soy ateo", prefiriendo llamarse a sí mismo agnóstico, o un "no creyente religioso". En otras entrevistas, declaró que piensa que existe un "legislador" que establece las leyes del universo. Einstein también declaró que no creía en la vida después de la muerte, añadiendo "una vida es suficiente para mí". Estuvo estrechamente vinculado en vida a varios grupos humanistas.

## Creencias religiosas
El propio Albert Einstein declaró: "No soy ateo, y no creo que pueda llamarme panteísta... Creo en el Dios de Spinoza que se revela en la armonía ordenada de lo que existe, no en un Dios que se ocupa de los destinos y las acciones de los seres humanos".
 

Einstein creía que el problema de Dios era el "más difícil del mundo", una pregunta que no podía responderse "simplemente con un sí o un no". Admitió que "el problema en cuestión es demasiado vasto para nuestras mentes limitadas". Einstein explicó su opinión sobre la relación entre ciencia, filosofía y religión en sus conferencias de 1939 y 1941: 
La ciencia sólo puede ser creada por quienes están completamente imbuidos de la aspiración hacia la verdad y la comprensión. Esta fuente de sentimiento, sin embargo, brota de la esfera de la religión, porque "el conocimiento de lo que es no abre la puerta directamente a... lo que debería ser la meta de nuestras aspiraciones humanas". Todas las aspiraciones "existen en una sociedad sana como tradiciones poderosas" que "nacen no por demostración, sino por revelación, por medio de personalidades poderosas. No hay que intentar justificarlas, sino intuir su naturaleza con sencillez y claridad. Los principios más elevados para nuestras aspiraciones y juicios nos son dados en la tradición religiosa judeo-cristiana.

### Infancia temprana
Einstein fue criado por padres judíos seculares y asistió a una escuela primaria pública católica local en Múnich. En sus "Notas Autobiográficas", Einstein escribió que gradualmente perdió su fe temprano en la infancia:
... Llegué, aunque siendo hijo de padres completamente no religiosos (judíos), a una religiosidad profunda que, sin embargo, llegó a un abrupto final a la edad de doce años. A través de la lectura de libros científicos populares, pronto llegué a la convicción de que mucho de lo que se contaba en la Biblia no podía ser cierto. La consecuencia fue un fanatismo positivo de librepensamiento acompañado de la impresión de que la juventud estaba siendo engañada intencionalmente por el estado a través de mentiras; fue una impresión abrumadora. De esta experiencia surgió la desconfianza hacia todo tipo de autoridad, una actitud escéptica hacia las convicciones que estaban vivas en cualquier entorno social específico, una actitud que nunca me ha abandonado, aunque más tarde haya sido temperada por un mejor entendimiento de las conexiones causales. 
Está bastante claro para mí que el paraíso religioso de la juventud, que así se perdió, fue un primer intento de liberarme de las cadenas de lo 'meramente personal', de una existencia dominada por deseos, esperanzas y sentimientos primitivos. Allá afuera había este mundo inmenso, que existe independientemente de nosotros, los seres humanos, y que se presenta ante nosotros como un gran enigma eterno, al menos parcialmente accesible a nuestra inspección y pensamiento. La contemplación de este mundo me llamaba como una liberación, y pronto me di cuenta de que muchos hombres a quienes había aprendido a respetar y admirar habían encontrado libertad interior y seguridad en su búsqueda. La comprensión mental de este mundo extra-personal dentro de los límites de nuestras capacidades se presentó en mi mente, medio consciente, medio inconscientemente, como un objetivo supremo. Hombres igualmente motivados del presente y del pasado, así como las percepciones que habían alcanzado, eran amigos que no se podían perder. El camino hacia este paraíso no era tan cómodo y seductor como el camino hacia el paraíso religioso; pero se ha mostrado fiable, y nunca he lamentado haberlo elegido.

### Dios personal
Einstein expresó su escepticismo respecto a la existencia de un dios antropomórfico, como el Dios de las religiones abrahámicas, calificando a menudo esta opinión de "ingenua" e "infantil". En una carta de 1947 afirmaba: "Me parece que la idea de un Dios personal es un concepto antropológico que no puedo tomar en serio." En una carta a Beatrice Frohlich del 17 de diciembre de 1952, Einstein afirmaba: "La idea de un Dios personal me resulta bastante ajena y parece incluso ingenua."
Impulsado por su colega L. E. J. Brouwer, Einstein leyó el libro del filósofo Eric Gutkind Choose Life, un debate sobre la relación entre la revelación judía y el mundo moderno. El 3 de enero de 1954, Einstein envió la siguiente respuesta a Gutkind: "La palabra Dios no es para mí más que la expresión y el producto de las debilidades humanas, la Biblia una colección de leyendas honorables, pero todavía primitivas, que no dejan de ser bastante infantiles. (...) Para mí la religión judía, como todas las demás religiones, es una encarnación de las supersticiones más infantiles." En 2018 su carta a Gutkind se vendió por 2,9 millones de dólares.

El 22 de marzo de 1954, Einstein recibió una carta de Joseph Dispentiere, un inmigrante italiano que había trabajado como maquinista experimental en Nueva Jersey. Dispentiere se había declarado ateo y estaba decepcionado por una noticia que había presentado a Einstein como un religioso convencional. Einstein respondió el 24 de marzo de 1954:
Por supuesto, es mentira lo que has leído sobre mis convicciones religiosas, mentira que se repite sistemáticamente. No creo en un Dios personal y nunca lo he negado, sino que lo he expresado claramente. Si hay algo en mí que pueda llamarse religioso es la admiración sin límites por la estructura del mundo en la medida en que nuestra ciencia puede revelarla.
En su libro Ideas and Opinions (Ideas y opiniones, 1954), Einstein afirmaba: "En su lucha por el bien ético, los maestros de religión deben tener la estatura suficiente para renunciar a la doctrina de un Dios personal, es decir, renunciar a esa fuente de temor y esperanza que en el pasado puso tan vasto poder en manos de los sacerdotes." En diciembre de 1922, Einstein dijo lo siguiente sobre la idea de un salvador: "Las tradiciones confesionales sólo puedo considerarlas histórica y psicológicamente; no tienen ningún otro significado para mí.

### El panteísmo y el Dios de Spinoza
Einstein había explorado la idea de que los seres humanos no podían comprender la naturaleza de Dios. En una entrevista publicada en el libro de George Sylvester Viereck Glimpses of the Great (1930), Einstein respondió a una pregunta sobre si se definía o no como panteísta. Explicó:
Su pregunta es la más difícil del mundo. No es una pregunta que pueda responder simplemente con un sí o un no. No soy ateo. No sé si puedo definirme como panteísta. El problema es demasiado vasto para nuestras mentes limitadas. ¿No puedo responder con una parábola? La mente humana, por muy entrenada que esté, no puede abarcar el universo. Nos encontramos en la situación de un niño pequeño que entra en una enorme biblioteca cuyas paredes están cubiertas hasta el techo de libros en muchas lenguas diferentes. El niño sabe que alguien tiene que haber escrito esos libros. No sabe quién ni cómo. No entiende las lenguas en que están escritos. El niño nota un plan definido en la disposición de los libros, un orden misterioso, que no comprende, sino que sólo sospecha vagamente. Me parece que ésa es la actitud de la mente humana, incluso de la más grande y culta, hacia Dios. Vemos un universo maravillosamente ordenado, que obedece a ciertas leyes, pero sólo las comprendemos vagamente. Nuestras mentes limitadas no pueden captar la fuerza misteriosa que mueve las constelaciones. Me fascina el panteísmo de Spinoza. Admiro aún más sus aportaciones al pensamiento moderno. Spinoza es el más grande de los filósofos modernos, porque es el primer filósofo que trata el alma y el cuerpo como uno solo, no como dos cosas separadas....
Einstein declaró: "Mis puntos de vista se acercan a los de Spinoza: admiración por la belleza y creencia en la simplicidad lógica del orden que podemos captar humilde y sólo imperfectamente. Creo que debemos contentarnos con nuestro conocimiento y comprensión imperfectos y tratar los valores y las obligaciones morales como un problema puramente humano, el más importante de todos los problemas humanos." El 24 de abril de 1929, Einstein envió un telegrama en alemán al rabino Herbert S. Goldstein: "Creo en el Dios de Spinoza, que se revela en la armonía de todo lo que existe, no en un Dios que se ocupa del destino y los hechos de la humanidad." Amplió esta idea en las respuestas que dio a la revista japonesa Kaizō en 1923:
La investigación científica puede reducir la superstición animando a la gente a pensar y ver las cosas en términos de causa y efecto. Es cierto que detrás de todo trabajo científico de orden superior subyace una convicción, parecida a un sentimiento religioso, de la racionalidad e inteligibilidad del mundo. [...] Esta firme creencia, una creencia ligada a un sentimiento profundo, en una mente superior que se revela en el mundo de la experiencia, representa mi concepción de Dios. En el lenguaje corriente, esto puede calificarse de "panteísta" (Spinoza).

### Agnosticismo y ateísmo
Einstein dijo que la gente podría llamarle agnóstico en lugar de ateo, declarando: "He dicho en repetidas ocasiones que, en mi opinión, la idea de un dios personal es infantil. Pueden llamarme agnóstico, pero no comparto el espíritu de cruzada del ateo profesional, cuyo fervor se debe sobre todo a un doloroso acto de liberación de los grilletes del adoctrinamiento religioso recibido en la juventud. Prefiero una actitud de humildad correspondiente a la debilidad de nuestra comprensión intelectual de la naturaleza y de nuestro propio ser". En una entrevista publicada por el poeta alemán George Sylvester Viereck, Einstein declaró: "No soy ateo". Según Príncipe Hubertus, Einstein dijo: "En vista de tal armonía en el cosmos que yo, con mi limitada mente humana, soy capaz de reconocer, todavía hay gente que dice que no hay Dios. Pero lo que realmente me enfada es que me citen para apoyar tales opiniones".

### Espiritualidad cósmica
En 1930, Einstein publicó un ensayo muy comentado en The New York Times Magazine sobre sus creencias. Con el título "Religión y ciencia", Einstein distinguió tres impulsos humanos que desarrollan la creencia religiosa: el miedo, las preocupaciones sociales o morales y un sentimiento religioso cósmico. Una comprensión primitiva de la causalidad provoca miedo, y los temerosos inventan seres sobrenaturales análogos a ellos mismos. El deseo de amor y apoyo crea una necesidad social y moral de un ser supremo; estos dos estilos tienen un concepto antropomórfico de Dios. El tercer estilo, que Einstein consideraba el más maduro, se origina en un profundo sentimiento de asombro y misterio. Según él, el individuo siente "la sublimidad y el orden maravilloso que se revelan en la naturaleza... y quiere experimentar el universo como un todo único y significativo". Einstein veía la ciencia como un antagonista de los dos primeros estilos de creencia religiosa, pero como un socio en el tercero. Sostuvo que "aunque los ámbitos de la religión y la ciencia en sí mismos están claramente separados el uno del otro", existen "fuertes relaciones y dependencias recíprocas", ya que las aspiraciones a la verdad derivan de la esfera religiosa. Y prosiguió:
Una persona religiosamente iluminada me parece que es aquella que, en la medida de sus posibilidades, se ha liberado de las cadenas de sus deseos egoístas y se preocupa por pensamientos, sentimientos y aspiraciones a los que se aferra por su valor superpersonal. Me parece que lo importante es la fuerza de este contenido superpersonal... independientemente de que se intente unir este contenido a un Ser Divino, pues de otro modo no sería posible considerar a Buda y Spinoza como personalidades religiosas. Por consiguiente, una persona religiosa es devota en el sentido de que no duda de la importancia de esos objetos y objetivos suprapersonales que no requieren ni pueden fundamentarse racionalmente... En este sentido, la religión es el esfuerzo secular de la humanidad por ser clara y completamente consciente de estos valores y objetivos y por reforzar y extender constantemente su efecto. Si se conciben la religión y la ciencia según estas definiciones, parece imposible que exista un conflicto entre ellas. Porque la ciencia sólo puede determinar lo que es, pero no lo que debería ser...
La comprensión de la causalidad era fundamental para las creencias éticas de Einstein. En opinión de Einstein, "la doctrina de un Dios personal que interfiere en los acontecimientos naturales nunca podría ser refutada, en sentido real, por la ciencia", ya que la religión siempre puede refugiarse en áreas que la ciencia aún no puede explicar. Einstein creía que en la "lucha por el bien ético, los maestros de religión deben tener la estatura suficiente para renunciar a la doctrina de un Dios personal, es decir, renunciar a esa fuente de miedo y esperanza" y cultivar "lo Bueno, lo Verdadero y lo Bello en la propia humanidad."
En su libro de 1934 El mundo tal como yo lo veo, Einstein amplió su religiosidad: "El conocimiento de la existencia de algo en lo que no podemos penetrar, de las manifestaciones de la razón más profunda y de la belleza más radiante, que sólo son accesibles a nuestra razón en sus formas más elementales -es este conocimiento y esta emoción lo que constituye la actitud verdaderamente religiosa; en este sentido, y sólo en éste, soy un hombre profundamente religioso."

En 1936, Einstein recibió una carta de una niña de sexto curso. Le había preguntado, animada por su profesora, si los científicos rezaban. Einstein respondió de la forma más elemental que pudo:
La investigación científica se basa en la idea de que todo lo que ocurre está determinado por las leyes de la naturaleza, y por tanto esto es válido para las acciones de las personas. Por esta razón, un investigador científico difícilmente se inclinará a creer que los acontecimientos puedan verse influidos por una oración, es decir, por un deseo dirigido a un ser sobrenatural. Sin embargo, hay que admitir que nuestro conocimiento real de estas leyes es sólo imperfecto y fragmentario, por lo que, en realidad, la creencia en la existencia de leyes básicas omnicomprensivas en la naturaleza también se basa en una especie de fe. Sin embargo, esta fe se ha visto ampliamente justificada hasta ahora por el éxito de la investigación científica. Pero, por otra parte, todo el que se dedica seriamente a la ciencia se convence de que en las leyes del universo se manifiesta un espíritu, un espíritu muy superior al del hombre y ante el que nosotros, con nuestras modestas fuerzas, debemos sentirnos humildes. De este modo, la búsqueda de la ciencia conduce a un sentimiento religioso de un tipo especial, que es, en efecto, muy diferente de la religiosidad de alguien más ingenuo."
Einstein se definía a sí mismo como "devotamente religioso" en el siguiente sentido: "La emoción más hermosa que podemos experimentar es la mística. Es la fuerza de todo arte y ciencia verdaderos. Aquel a quien esta emoción le es extraña, que ya no puede maravillarse y permanecer extasiado, es como si estuviera muerto. Saber que lo que nos es impenetrable existe realmente, manifestándose como la más elevada sabiduría y la más radiante belleza, que nuestras embotadas facultades sólo pueden comprender en sus formas más primitivas: este conocimiento, este sentimiento, está en el centro de la verdadera religiosidad. En este sentido, y sólo en este sentido, pertenezco al rango de los hombres devotamente religiosos."
En diciembre de 1952, comentó lo que inspiraba su religiosidad: "Mi sentimiento es religioso en la medida en que estoy imbuido de la insuficiencia de la mente humana para comprender más profundamente la armonía del universo que intentamos formular como 'leyes de la naturaleza.'" En una carta a Maurice Solovine, Einstein hablaba de sus razones para utilizar la palabra "religioso" para describir sus sentimientos espirituales: "Puedo entender su aversión al uso del término 'religión' para describir una actitud emocional y psicológica que se muestra más claramente en Spinoza. (Pero) no he encontrado una expresión mejor que 'religioso' para la confianza en la naturaleza racional de la realidad que es, al menos hasta cierto punto, accesible a la razón humana."
Einstein se refería con frecuencia a su sistema de creencias como "religión cósmica" y escribió un artículo homónimo sobre el tema en 1954, que más tarde se convirtió en su libro Ideas y opiniones en 1955. El sistema de creencias reconocía un "orden milagroso que se manifiesta en toda la naturaleza, así como en el mundo de las ideas", desprovisto de un Dios personal que premia y castiga a los individuos en función de su comportamiento. Rechazaba el conflicto entre ciencia y religión y sostenía que la religión cósmica era necesaria para la ciencia. Para Einstein, "la ciencia sin religión es coja, la religión sin ciencia es ciega". William Hermanns le dijo en una entrevista que "Dios es un misterio. Pero un misterio comprensible. No siento más que admiración cuando observo las leyes de la naturaleza. No hay leyes sin un legislador, pero ¿qué aspecto tiene ese legislador? Desde luego, no como un hombre magnificado". Y añadió sonriendo: "Hace algunos siglos me habrían quemado o ahorcado. No obstante, habría estado en buena compañía". Einstein ideó una teología de la religión cósmica, en la que el descubrimiento racional de los secretos de la naturaleza es un acto religioso. Su religión y su filosofía formaban parte del mismo paquete que sus descubrimientos científicos.

### Puntos de vista de las iglesias cristianas
La única escuela judía de Múnich había sido cerrada en 1872 por falta de alumnos, y a falta de alternativa Einstein asistió a una escuela elemental católica. También recibió educación religiosa judía en casa, pero no veía una división entre ambas confesiones, ya que percibía la "igualdad de todas las religiones". Einstein quedó igualmente impresionado por los relatos de la Biblia hebrea y la Pasión de Cristo. Según el biógrafo Walter Isaacson, Einstein disfrutó enormemente de los cursos de religión católica que recibió en el colegio. Los profesores de su escuela eran liberales y, en general, no hacían distinciones entre las religiones de los alumnos, aunque algunos albergaban un innato pero leve antisemitismo. Einstein recordó más tarde un incidente relacionado con un profesor que le caía especialmente bien: "Un día ese profesor trajo un clavo largo a la clase y dijo a los alumnos que con esos clavos Cristo había sido clavado en la Cruz por los judíos" y que "Entre los niños de la escuela primaria el antisemitismo era frecuente... Las agresiones físicas y los insultos de camino a casa desde la escuela eran frecuentes, pero en su mayor parte no demasiado crueles." Einstein señaló: "Eso fue en una escuela católica; cuánto peor debe ser el antisemitismo en otras escuelas prusianas, uno sólo puede imaginarlo." Más adelante recordaría que "la religión de los padres, tal como la conocí en Múnich durante la instrucción religiosa y en la sinagoga, me repelía más que me atraía."
Einstein se reunió varias veces y colaboró con el científico sacerdote belga Georges Lemaître, de la Universidad Católica de Lovaina. Lemaître es conocido como el primer defensor de la teoría del big bang sobre los orígenes del cosmos y pionero en la aplicación de la teoría de la relatividad general de Einstein a la cosmología. Einstein propuso a Lemaitre para el Premio Francqui de 1934, que recibió de manos del Rey belga.

En 1940, la revista Time citó a Einstein alabando a la Iglesia católica por su papel en la oposición a los nazis:
Sólo la Iglesia se interpuso frontalmente en el camino de la campaña de Hitler para suprimir la verdad. Nunca antes había sentido un interés especial por la Iglesia, pero ahora siento un gran afecto y admiración porque sólo ella ha tenido el valor y la persistencia de defender la verdad intelectual y la libertad moral. Me veo obligado así a confesar que lo que antes despreciaba ahora lo alabo sin reservas.
Desde entonces, esta cita ha sido repetidamente citada por los defensores del Papa Pío XII. Una investigación de la cita realizada por el matemático William C. Waterhouse y Barbara Wolff, de los Archivos Einstein de Jerusalén, descubrió que la declaración se mencionaba en una carta inédita de 1947. En la carta al conde Montgelas, Einstein explicaba que el comentario original era un comentario casual hecho a un periodista sobre el apoyo de "unos pocos eclesiásticos" a los derechos individuales y la libertad intelectual durante el primer gobierno de Hitler y que, según Einstein, el comentario se había exagerado drásticamente.
El 11 de noviembre de 1950, el reverendo Cornelius Greenway, de Brooklyn, escribió una carta a Einstein en la que también citaba sus supuestos comentarios sobre la Iglesia. Einstein respondió: "Sin embargo, me siento un poco avergonzado. La redacción de la declaración que ha citado no es la mía. Poco después de que Hitler llegara al poder en Alemania mantuve una conversación oral con un periodista sobre estos temas. Desde entonces, mis observaciones han sido elaboradas y exageradas hasta casi hacerlas irreconocibles. No puedo en conciencia escribir la declaración que usted me envió como si fuera mía. El asunto me resulta tanto más embarazoso cuanto que, al igual que usted, soy predominantemente crítico con respecto a las actividades, y especialmente las actividades políticas, a lo largo de la historia del clero oficial. Por lo tanto, mi declaración anterior, incluso si se reduce a mis palabras reales (que no recuerdo en detalle) da una impresión errónea de mi actitud general."
En 2008, el programa de televisión Antiques Roadshow emitió una carta de una experta en manuscritos, Catherine Williamson, autentificando una carta de Einstein de 1943 en la que confirma que "hizo una declaración que se corresponde aproximadamente" con la cita que de él hace la revista Time. Sin embargo, Einstein continuó: "Hice esta declaración durante los primeros años del régimen nazi -mucho antes de 1940- y mis expresiones eran un poco más moderadas."

## Creencias filosóficas
Desde muy joven se interesó por la filosofía. Einstein dijo de sí mismo: "De joven prefería los libros cuyo contenido se refería a toda una visión del mundo y, en particular, los filosóficos. Schopenhauer, David Hume, Mach, hasta cierto punto Kant, Platón, Aristóteles."

### Relación entre ciencia y filosofía
Einstein creía que, para comprender la naturaleza, había que emprender tanto una investigación filosófica como una investigación a través de las ciencias naturales.
Einstein creía que la epistemología y la ciencia "dependen la una de la otra. La epistemología sin contacto con la ciencia se convierte en un esquema vacío. La ciencia sin epistemología es, en la medida en que es pensable, primitiva y confusa."

### Libre albedrío
Al igual que Spinoza, Einstein era un determinista estricto que creía que el comportamiento humano estaba completamente determinado por leyes causales. Por esa razón, rechazó el aspecto azaroso de la teoría cuántica, diciéndole célebremente a Niels Bohr: "Dios no juega a los dados con el universo". En cartas enviadas al físico Max Born, Einstein reveló su creencia en las relaciones causales:
Tú crees en un Dios que juega a los dados, y yo en la ley y el orden completos en un mundo que existe objetivamente, y que yo, de una manera salvajemente especulativa, intento captar. Creo firmemente, pero espero que alguien descubra una forma más realista, o mejor dicho, una base más tangible que la que me ha tocado a mí encontrar. Ni siquiera el gran éxito inicial de la teoría cuántica me hace creer en el juego de dados fundamental, aunque soy muy consciente de que algunos de nuestros colegas más jóvenes interpretan esto como una consecuencia de la senilidad.
El énfasis de Einstein en la "creencia" y su relación con el determinismo quedó ilustrado en una carta de pésame en respuesta a la noticia de la muerte de Michele Besso, uno de sus amigos de toda la vida. Einstein escribió a la familia: "Ahora ha partido de este extraño mundo un poco antes que yo. Eso no significa nada. Para nosotros, físicos creyentes, la distinción entre pasado, presente y futuro es sólo una ilusión obstinadamente persistente."
Einstein había admitido su fascinación por la versión determinista del panteísmo del filósofo Spinoza. El filósofo estadounidense Charles Hartshorne, al tratar de distinguir los puntos de vista deterministas con su propia creencia en el panenteísmo del libre albedrío, acuñó la tipología distinta "panteísmo clásico" para distinguir los puntos de vista de quienes mantienen posturas similares a la versión determinista del panteísmo de Spinoza.

También era incompatibilista; en 1932 dijo:
No creo en el libre albedrío. Las palabras de Schopenhauer: "El hombre puede hacer lo que quiere, pero no puede querer lo que quiere", me acompañan en todas las situaciones a lo largo de mi vida y me reconcilian con las acciones de los demás, aunque me resulten bastante dolorosas. Esta conciencia de la falta de libre albedrío me impide tomarme a mí mismo y a mis semejantes demasiado en serio como individuos que actúan y deciden, y me impide perder los nervios.
Y, sin embargo, Einstein sostiene que el hecho de que una vida humana en particular tenga o no sentido depende de cómo conciba el individuo su propia vida con respecto a las vidas de sus semejantes. En este sentido, un ser humano primitivo es aquel cuya vida está enteramente dedicada a la satisfacción de las necesidades instintivas. Aunque Einstein acepta que la satisfacción de las necesidades básicas es una meta legítima e indispensable, la considera, no obstante, una meta elemental. La transición de la mente humana de su estado inicial e infantil de desconexión (egoísmo) a un estado de unidad con el universo, según Einstein, requiere el ejercicio de cuatro tipos de libertades: libertad de uno mismo, libertad de expresión, libertad de tiempo y libertad de independencia.

### Humanismo y filosofía moral
Einstein era un humanista laico y partidario del movimiento de Cultura Ética. Formó parte del consejo asesor de la Primera Sociedad Humanista de Nueva York. Con motivo del septuagésimo quinto aniversario de la New York Society for Ethical Culture, declaró que la idea de Cultura Ética encarnaba su concepción personal de lo más valioso y perdurable del idealismo religioso. Observó: "Sin 'cultura ética' no hay salvación para la humanidad". Fue socio honorario de la organización humanista británica Asociación de Prensa Racionalista. Su publicación periódica, hoy conocida como revista New Humanist, figuraba célebremente en lo alto de su pila de lecturas en el momento de su muerte.
Con respecto al castigo por parte de Dios, Einstein afirmó: "No puedo imaginar un Dios que recompense y castigue a los objetos de su creación, cuyos propósitos estén modelados según los nuestros; un Dios, en definitiva, que no sea más que un reflejo de la fragilidad humana. Tampoco puedo creer que el individuo sobreviva a la muerte de su cuerpo, aunque las almas débiles alberguen tales pensamientos por miedo o ridículos egoísmos." "Un Dios que premia y castiga es inconcebible para él por la sencilla razón de que las acciones de un hombre están determinadas por la necesidad, externa e interna, de modo que a los ojos de Dios no puede ser responsable, como tampoco un objeto inanimado es responsable de los movimientos que experimenta. Por ello se ha acusado a la ciencia de socavar la moralidad, pero la acusación es injusta. El comportamiento ético de un hombre debe basarse eficazmente en la simpatía, la educación y los lazos y necesidades sociales; no es necesaria ninguna base religiosa. De hecho, el hombre estaría en una mala situación si tuviera que ser refrenado por el miedo al castigo y las esperanzas de recompensa después de la muerte. Por eso es fácil comprender por qué las iglesias siempre han combatido a la ciencia y perseguido a sus devotos."
Sobre la importancia de la ética escribió: "El esfuerzo humano más importante es la búsqueda de la moralidad en nuestras acciones. Nuestro equilibrio interior e incluso nuestra propia existencia dependen de ello. Sólo la moralidad en nuestras acciones puede dar belleza y dignidad a la vida. Hacer de ella una fuerza viva y llevarla a una conciencia clara es quizá la tarea más importante de la educación. El fundamento de la moralidad no debe depender de un mito ni estar vinculado a ninguna autoridad, no sea que la duda sobre el mito o sobre la legitimidad de la autoridad ponga en peligro los cimientos del buen juicio y la acción". "No creo que un hombre deba refrenarse en sus acciones cotidianas por miedo al castigo después de la muerte o que deba hacer cosas sólo porque así será recompensado después de morir. Esto no tiene sentido. La guía adecuada durante la vida de un hombre debería ser el peso que pone en la ética y la cantidad de consideración que tiene por los demás." "No puedo concebir un Dios personal que influya directamente en las acciones de los individuos, o que juzgue directamente a las criaturas de su propia creación. No puedo hacerlo a pesar de que la causalidad mecanicista ha sido puesta en duda, hasta cierto punto, por la ciencia moderna. Mi religiosidad consiste en una humilde admiración del espíritu infinitamente superior que se revela en lo poco que nosotros, con nuestro débil y transitorio entendimiento, podemos comprender de la realidad. La moral es de la mayor importancia, pero para nosotros, no para Dios".